# Sender Cyclops
Die Sendeanlage Cyclops war eine Relaisstation der Deutschen Welle für Kurz- und Mittelwelle bei Cyclops auf Malta. Sie befand sich auf der markanten Landzunge im östlichen Teil der Insel.
Der Sender Cyclops verwendete als Sendeantennen für Kurzwelle Vorhangantennen, die an drei freistehenden Stahlfachwerktürmen aufgehängt waren sowie eine Logarithmisch-periodische Antenne. 
Als Sendeantenne für den Mittelwellensender, der auf der Frequenz 1557 kHz mit 600 Kilowatt Sendeleistung arbeitete, diente eine Richtantenne, welche aus zwei gegen Erde isolierten selbststrahlenden Stahlfachwerkmasten bestand. Ungewöhnlich war, dass diese mit Kunststoffseilen aus Parafil abgespannt waren. Ursprünglich bestand diese Antenne, die 1974 in Betrieb ging, aus drei je 88 Meter hohen Masten. Allerdings stürzte einer der Masten um, nachdem infolge zu hoher Feldstärken eines der Abspannseile gerissen war und auch noch zeitgleich ein Sturm herrschte.
Nach dem Niedergang des Mittelwellen- und Kurzwellenradios wurde die Sendeanlage Cyclops 1996 abgeschaltet und abgebaut.
Der Abriss einer weiteren Sendestation der Deutschen Welle außerhalb Deutschlands in Europa erfolgte Anfang 2013 nahe Sines in Portugal.